# میتسورو هیراتا
میتسورو هیراتا (انگلیسی: Mitsuru Hirata؛ زادهٔ ۲ نوامبر ۱۹۵۳) هنرپیشه اهل ژاپن است. از فیلم‌هایی که وی در آن نقش داشته است، می‌توان به تولد دوباره و زودباور اشاره کرد.